# Ellaline Terriss
Lady Ellaline Terriss, nata Mary Ellaline Lewin, (Stanley, 13 aprile 1872 – Hampstead, 16 giugno 1971), è stata un'attrice inglese.
Era sposata con l'attore Seymour Hicks.

## Biografia

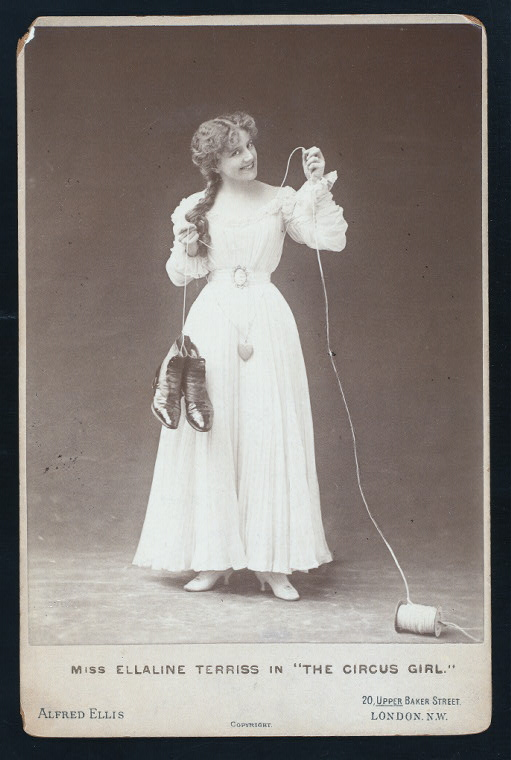
Ellaline Terriss nel 1897 in The Circus Girl

Cantante e attrice, proveniente da una famiglia di teatranti, diventò una popolare protagonista delle commedie musicali edoardiane. Nel 1893 sposò l'attore Seymour Hicks: insieme, nella vita e sul palcoscenico, formarono una delle più popolari coppie del teatro e del cinema britannico.
Figlia del noto attore teatrale William Terriss, Ellaline debuttò a sedici anni nella commedia Cupid's Messenger, in scena all'Haymarket Theatre di Londra. Colpito dalla sua interpretazione, Charles Wyndham le offrì un contratto di tre anni. Nel 1892, Terriss fu protagonista di Faithful James di B. C. Stephenson con Brandon Thomas (autore) al Royal Court Theatre e l'anno dopo, ebbe il ruolo del titolo in Cinderella, uno spettacolo prodotto da Henry Irving. Il 27 ottobre 1894 fu nel cast della prima assoluta di His Excellency di Frank Osmond Carr al Lyric Theatre, recitando anche nella prima a Scarborough (Regno Unito) il 23 settembre 1895 e nella prima al Broadway theatre il 14 ottobre successivo.
Fu anche la star di The Shop Girl di Ivan Caryll, una commedia musicale edoardiana dove recitava a fianco di suo marito nella prima assoluta al Gaiety Theatre (Londra) il 24 novembre 1894, nelle prime a New York l'8 ottobre 1895, all'Olympia (teatro) di Parigi come La demoiselle de magasin il 4 giugno 1896 e a Vienna il 5 febbraio 1897. Il 5 dicembre 1896 fu protagonista di un altro musical, The Circus Girl di Ivan Caryll, a fianco del marito nella prima assoluta al Gaiety Theatre.

### L'omicidio Terriss
Nel 1897, William Terriss venne assassinato da un attore disoccupato. Il delitto provocò una grande emozione nel pubblico che manifestò simpatia e partecipazione nei confronti della famiglia dell'attore.
Il 21 maggio 1898 fu la volta della prima assoluta di A Runaway Girl di Caryll al Gaiety Theatre, il 18 dicembre 1901 di Bluebell in Fairyland di Walter Slaughter, a Londra a fianco del marito, nel 1902 Quality Street di J. M. Barrie con il marito a Londra, e il 21 dicembre 1903 di The Cherry Girl Caryll, a Londra con il marito.
Nel 1905 interpretò con il marito The Catch of the Season di Herbert Haines, e il 19 marzo 1906 la prima assoluta di The Beauty of Bath di Haines con il marito all'Aldwych Theatre di Londra, dove l'11 settembre fu nella prima di The Gay Gordons con il marito e Zena Dare.
All'epoca viveva a Merstham nel Reigate and Banstead nella contea di Surrey, e successivamente a Municipal Borough of Richmond (Surrey).

### Cinema
Suo fratello Tom Terriss si trasferì negli Stati Uniti dove lavorò per il cinema. Ellaline girò diciassette film. I primi due, My Indian Anna e Glow Little Glow Worm, Glow del 1907, furono due cortometraggi musicali sperimentali della Gaumont che utilizzavano un sistema di sonorizzazione chiamato Chronophone.
Nel 1949, restò vedova di Hicks.

## Filmografia
La filmografia è completa.

### Attrice
- My Indian Anna, regia di Arthur Gilbert (1907)
- Glow Little Glow Worm, Glow, regia di Arthur Gilbert (1907)
- Scrooge, regia di Leedham Bantock (1913)
- David Garrick, regia di Leedham Bantock (1913)
- Always Tell Your Wife, regia di Leedham Bantock (1914)
- Flame of Passion, regia di Tom Terriss (1915)
- A Woman of the World, regia di Tom Terriss (1916)
- Always Tell Your Wife, regia di Hugh Croise e, non accreditato, Alfred Hitchcock (1923)
- Blighty, regia di Adrian Brunel (1927)
- Land of Hope and Glory, regia di Harley Knoles (1927)
- Atlantic, regia di Ewald André Dupont (1929)
- Glamour, regia di Seymour Hicks e Harry Hughes (1931)
- A Man of Mayfair, regia di Louis Mercanton (1931)
- Il duca di ferro (The Iron Duke), regia di Victor Saville (1934)
- Royal Cavalcade, regia di Herbert Brenon, W.P. Kellino, Norman Lee e Walter Summers (1935)
- The Four Just Men, regia di Walter Forde (1939)

### Film o documentari dove appare Ellaline Terriss
- Seymour Hicks and Ellaline Terriss, regia di Leedham Bantock (1913)